# Guatteria trichostemon
Guatteria trichostemon är en kirimojaväxtart som beskrevs av Robert Elias Fries. Guatteria trichostemon ingår i släktet Guatteria och familjen kirimojaväxter. Inga underarter finns listade i Catalogue of Life.